# Scorpaenodes parvipinnis
Scorpaenodes parvipinnis és una espècie de peix pertanyent a la família dels escorpènids.

## Descripció
- Fa 14 cm de llargària màxima.
- Té espines verinoses.[6][7]

## Hàbitat
És un peix marí, associat als esculls de corall i de clima tropical (30°N-32°S) que viu entre 3-49 m de fondària.

## Distribució geogràfica
Es troba des del Mar Roig fins a les illes Marqueses, les Tuamotu, les illes Ryukyu, les Hawaii i l'illa de Lord Howe.

## Costums
És bentònic.

## Observacions
És verinós per als humans.